# Setaria paspalidioides
Setaria paspalidioides är en gräsart som beskrevs av Joyce Winifred Vickery. Setaria paspalidioides ingår i släktet kolvhirser, och familjen gräs. Inga underarter finns listade i Catalogue of Life.